# № 5 (галиот, 1797)
№ 5 — галиот Каспийской флотилии Российской империи, находившийся в составе флота с 1797 по 1805 год, участник русско-персидской войны 1804—1813 годов.

## Описание галиота
Парусный галиот с деревянным корпусом, один из 12 галиотов типа «Номерной», строившихся на Казанской верфи в 1796—1797 годах.

## История службы
Галиот № 5 был заложен на стапеле Казанского адмиралтейства в 1796 году и после спуска на воду в 1797 году вошёл в состав Каспийской флотилии России.
С 1798 по 1802 год использовался для грузовых перевозок между портами Каспийского моря. Принимал участие в русско-персидской войне 1804—1813 годов. В кампанию 1803 года находился при Астраханском порте. В кампанию следующего 1804 года также находился при Астраханском порте и выходил в плавания в Каспийское море. 23 июня (5 июля) 1805 года в составе эскадры под командованием капитана 1-го ранга Е. В. Веселаго принимал участие в высадке десанта в Энзели.
На следующий день 24 июня (6 июля) 1805 года находился на энзелийском рейде и также при высадке десанта сел на мель и разбился.

## Командиры галиота
Командирами галиота № 5 в составе Российского императорского флота в разное время служили:
- лейтенант И. Г. Дунилов (с 1804 года по май 1805 года)[3];
- лейтенант Д. Д. Челеев (с мая 1805 года)[7].

### Комментарии
1. ↑  Всего в рамках серии было построено 12 галиотов с номерами от 1 до 12[1].